# Paul Colomb de Batines
Paul Colomb de Batines, né le 14 novembre 1811 à Gap et mort le 14 janvier 1855 à Florence, est un bibliographe, bibliothécaire et bibliophile français. Son nom reste attaché à son œuvre principale, une Bibliografia dantesca, « trésor d’érudition », qui constitue — encore au début du XXIe siècle — un outil précieux pour toute étude d’histoire littéraire sur l’œuvre de Dante.

## Biographie
En 1829, Colomb de Batines fonde la bibliothèque de prêt de Gap.
Il prend le titre de vicomte de Batines dans les années 1840, après avoir quitté la France et s’être installé à Florence.

## Publications
- Bibliografia dantesca, ossia Catalogo delle edizioni, traduzioni, codici manoscritti e comenti della ‘Divina Commedia’ e delle opere minori di Dante, seguito dalla serie de’ biografi di lui, Prato, Tipografia Aldina, 1845-1946, en 2 vol.

Note : cette édition sera complétée d’un troisième volume posthume contenant les notes et ajouts manuscrits de Colomb de Batines : Giunte e correzioni inedite alla Bibliografica dantesca, éd. par Guido Biagi, Florence, Sansoni, 1888 
- Réédition anastatique de la précédente : Rome, Salerno Editrice, « Biblioteca storica dantesca », 2008, en 3 vol.

Note : le troisième volume contient l’index général, l’index des Giunte e correzioni (ajouts et corrections), une postface de Stefano Zamponi en collaboration avec Mauro Guerrini et Rossano De Laurentiis, et un index des manuscrits établi par Irene Ceccherini 
Catalogues de sa bibliothèque et de sa librairie
- Catalogue d'une partie des livres composant la bibliothèque de M. C. de B. [Colombe de Batines], vente du 26 novembre 1839, Lyon, Fontaine, 1839
- Notice d'une partie des livres, vente du 18 avril 1845, Paris, Délion, 1845

Ouvrages relatifs au Dauphiné
- Voir une liste de ces ouvrages sur le site Bibliothèque Dauphinoise